# Djily Mbaye
El Hadji Djily Mbaye est un entrepreneur et homme d'affaires sénégalais, né en 1927 à Louga et mort le 14 mars 1991. Il est fils du marabout soufi Mame Cheikh Mbaye, également connu sous le nom de Ahmadou Sakhir – et est le frère du marabout et érudit Serigne Sam Mbaye.

## Biographie
Né en 1927, El Hadji Djily Mbaye appartient à une lignée de grande famille religieuse. Il est le fils de Mame Cheikh Mbaye et frère du très célèbre érudit Serigne Sam Mbaye. Marabout et homme d'affaires, il a été très tôt initié à l'apprentissage du Coran et des savoirs islamiques.
El Hadji Djily Mbaye était une figure influente et respectée dans le monde des affaires sénégalais de l'époque. Il a marqué une empreinte dans le domaine de l'éducation, de la religion, du commerce et du développement industriel. Sa réputation s'étendait au delà de sa ville natale. Il a fondé plusieurs écoles coraniques et a été un fervent défenseur de l'apprentissage du Coran.
Il a participé au développement d'infrastructures dans son terroir. À Louga, ses réalisations en matière d'infrastructures sont visibles comme d’abord son luxueux palais qui fait la fierté de Louga, puis le lycée Malick Sall, le bureau de poste, le siège de la gouvernance, l’avenue Abdou Diouf, la cite Bagdad, entre autres.
Philanthrope réputé, El Hadji Djily Mbaye à consacrer sa vie au service des plus démunis. Il est décédé le 14 mars 1991 et repose dans sa ville natale à Louga.